# Morti nel 1976/Settembre
| Questa pagina contiene informazioni ricavate automaticamente dalle voci biografiche con l'ausilio del template Bio e di un bot. L'aggiornamento è periodico e automatico e ricostruisce completamente la pagina. Se manca una persona in questa lista, sei pregato di non aggiungerla, ma accertati piuttosto che la sua voce biografica contenga il template Bio e che i dati anagrafici siano correttamente compilati. Se il template Bio manca, inseriscilo tu stesso o, in alternativa, metti l'avviso {{tmp\|Bio}} che ne segnala la mancanza. Se i dati riportati sono sbagliati, correggi direttamente la voce biografica; le modifiche saranno visibili in questa lista entro pochi giorni. Per chiarimenti vedi il progetto biografie. La lista contiene solo le 89 persone che sono citate nell'enciclopedia e per le quali è stato implementato correttamente il template Bio. Pagina aggiornata al 3 mar 2024. |

- 1º settembre - Vadal Peterson, allenatore di pallacanestro statunitense (n. 1892)
- 2 settembre - Pietro Bianchi, critico cinematografico, critico letterario e giornalista italiano (n. 1909)
- 2 settembre - Ludovico Camangi, ingegnere e politico italiano (n. 1903)
- 2 settembre - Stanisław Grochowiak, poeta e scrittore polacco (n. 1934)
- 2 settembre - Renato Pinciroli, attore italiano (n. 1905)
- 3 settembre - Franco Chiletto, fumettista, illustratore e pittore italiano (n. 1897)
- 3 settembre - Gino Coletti, anarchico e politico italiano (n. 1893)
- 3 settembre - Heinrich Schönfeld, allenatore di calcio e calciatore austriaco (n. 1900)
- 4 settembre - Laco Novomeský, poeta, saggista e giornalista slovacco (n. 1904)
- 4 settembre - Giggi Spaducci, commediografo e poeta italiano (n. 1889)
- 5 settembre - Vittorio Notarnicola, giornalista italiano (n. 1923)
- 6 settembre - Clarice Benini, scacchista italiana (n. 1905)
- 6 settembre - Felice Mina, scultore e medaglista italiano (n. 1912)
- 6 settembre - Francisco Javier Ochoa Ullate, vescovo cattolico spagnolo (n. 1889)
- 6 settembre - Giasone Tomassucci, liutaio italiano (n. 1896)
- 6 settembre - Antonio Zamora, editore, giornalista e politico spagnolo (n. 1896)
- 7 settembre - Renato Baiguera, calciatore italiano (n. 1906)
- 7 settembre - Daniel F. Galouye, scrittore di fantascienza statunitense (n. 1920)
- 7 settembre - Birger Halvorsen, altista norvegese (n. 1905)
- 8 settembre - Emilio Arnstein, calciatore, dirigente sportivo e arbitro di calcio austriaco (n. 1886)
- 8 settembre - Desmond Andrew Herbert, botanico australiano (n. 1898)
- 8 settembre - Willem Janssen, calciatore olandese (n. 1880)
- 8 settembre - Olga Solbelli, attrice italiana (n. 1898)
- 9 settembre - Consuelo N. Bailey, politica e avvocatessa statunitense (n. 1899)
- 9 settembre - Mao Zedong, rivoluzionario e politico cinese (n. 1893)
- 9 settembre - Giannina Marchini, mezzofondista e velocista italiana (n. 1906)
- 9 settembre - John Edward Taylor, vescovo cattolico statunitense (n. 1914)
- 10 settembre - Ignazio Balla, giornalista, scrittore e traduttore ungherese (n. 1885)
- 10 settembre - Zenone Benini, politico italiano (n. 1902)
- 10 settembre - Enrico Campi, basso-baritono italiano (n. 1919)
- 10 settembre - Dorothy Devore, attrice e comica statunitense (n. 1899)
- 10 settembre - John Heaton, bobbista e skeletonista statunitense (n. 1908)
- 10 settembre - Gianni Nardi, terrorista e militare italiano (n. 1946)
- 10 settembre - Dalton Trumbo, sceneggiatore, regista e scrittore statunitense (n. 1905)
- 11 settembre - Jan Kunc, compositore, insegnante e scrittore ceco (n. 1883)
- 11 settembre - Ferrante Rittatore Vonwiller, archeologo italiano (n. 1919)
- 13 settembre - Camilo Ponce Enríquez, politico ecuadoriano (n. 1912)
- 13 settembre - José Vizcarra Nieto, cestista peruviano (n. 1927)
- 14 settembre - Renato Einaudi, matematico e fisico italiano (n. 1909)
- 14 settembre - Francesco Nonni, incisore, pittore e ceramista italiano (n. 1885)
- 14 settembre - Alfredo Porzio, pugile argentino (n. 1900)
- 14 settembre - Jan Zwartendijk, diplomatico e dirigente d'azienda olandese (n. 1896)
- 14 settembre - Paolo Karađorđević, principe (n. 1893)
- 15 settembre - Luigi De Michele, avvocato e politico italiano (n. 1903)
- 15 settembre - Edward O'Brien, velocista statunitense (n. 1914)
- 15 settembre - John Schneiter, bobbista svizzero (n. 1899)
- 15 settembre - Josef Sudek, fotografo cecoslovacco (n. 1896)
- 16 settembre - Bill Lampton, allenatore di calcio e calciatore inglese (n. 1914)
- 16 settembre - Bertha Lutz, politica e zoologa brasiliana (n. 1894)
- 19 settembre - Yehezkel Abramsky, rabbino, religioso e educatore bielorusso (n. 1886)
- 19 settembre - Choi Yong-kun, generale e politico nordcoreano (n. 1900)
- 19 settembre - Eugénie Droz, editrice e storica svizzera (n. 1893)
- 19 settembre - Enrico Martini, militare e partigiano italiano (n. 1911)
- 19 settembre - Sidney Swann, canottiere britannico (n. 1890)
- 20 settembre - Izrail' Markovič Jampol'skij, violinista e musicologo sovietico (n. 1905)
- 20 settembre - Renato Pascucci, prefetto e |Nazionalità = italiano (n. 1887)
- 20 settembre - Achille Souchard, ciclista su strada francese (n. 1900)
- 21 settembre - Benjamin Graham, economista e imprenditore statunitense (n. 1894)
- 21 settembre - Ott Christoph Hilgenberg, ingegnere, scienziato e umanista tedesco (n. 1896)
- 21 settembre - Orlando Letelier, diplomatico e politico cileno (n. 1932)
- 21 settembre - Nils Middelboe, mezzofondista, triplista e calciatore danese (n. 1887)
- 21 settembre - Mario Rossi, medico e attivista italiano (n. 1925)
- 22 settembre - Emmanuel Berl, giornalista, storico e saggista francese (n. 1892)
- 22 settembre - Manuel Prats, calciatore spagnolo (n. 1902)
- 23 settembre - Umberto Guglielmotti, giornalista, politico e aviatore italiano (n. 1892)
- 24 settembre - Salvador Amêndola, pallanuotista brasiliano (n. 1906)
- 24 settembre - Hedy Bienenfeld, nuotatrice austriaca (n. 1906)
- 24 settembre - Wilhelm Kamlah, filosofo tedesco (n. 1905)
- 25 settembre - Umberto Campagnolo, filosofo italiano (n. 1904)
- 25 settembre - Lionel Jack Dumbleton, entomologo neozelandese (n. 1905)
- 25 settembre - Red Faber, giocatore di baseball statunitense (n. 1888)
- 25 settembre - Alberto Gatto, calciatore italiano (n. 1931)
- 25 settembre - Carlo Mattrel, calciatore italiano (n. 1937)
- 26 settembre - Silvio Bagolini, attore italiano (n. 1914)
- 26 settembre - Leland Benham, attore statunitense (n. 1905)
- 26 settembre - André Maelbrancke, ciclista su strada belga (n. 1918)
- 26 settembre - Duke Reid, produttore discografico giamaicano (n. 1923)
- 26 settembre - Lavoslav Ružička, chimico croato (n. 1887)
- 26 settembre - Pál Turán, matematico ungherese (n. 1910)
- 27 settembre - Cesare Angelini, presbitero, scrittore e critico letterario italiano (n. 1886)
- 27 settembre - Morris Fishbein, medico e editore statunitense (n. 1889)
- 28 settembre - Giuseppe Agnello, archeologo, antifascista e politico italiano (n. 1888)
- 28 settembre - Raymond Collishaw, aviatore canadese (n. 1893)
- 28 settembre - Gino Manara, artigiano italiano (n. 1896)
- 29 settembre - Romolo Lastrucci, generale italiano (n. 1889)
- 29 settembre - Hans Peters, scenografo britannico (n. 1894)
- 30 settembre - Aage Fønss, cantante lirico e attore cinematografico danese (n. 1887)
- 30 settembre - Offutt Pinion, tiratore a segno statunitense (n. 1910)
- 30 settembre - Josef Umbach, calciatore tedesco (n. 1888)